# Nagymányok
Nagymányok é uma cidade da Hungria, situada no condado de Tolna. Tem 10,68 km² de área e sua população em 2019 foi estimada em 2.275 habitantes.